# بطولة تونس للكرة الطائرة للرجال 1960-1961
بطولة تونس للكرة الطائرة للرجال 1960-1961 هو الموسم رقم 6 من بطولة تونس للكرة الطائرة للرجال.

فاز بهذا الموسم النجم الرياضي بحلق الوادي.

## روابط خارجية
- الموقع الرسمي للجامعة التونسية للكرة الطائرة.